# Neue Pfarrkirche Klagenfurt-St. Peter

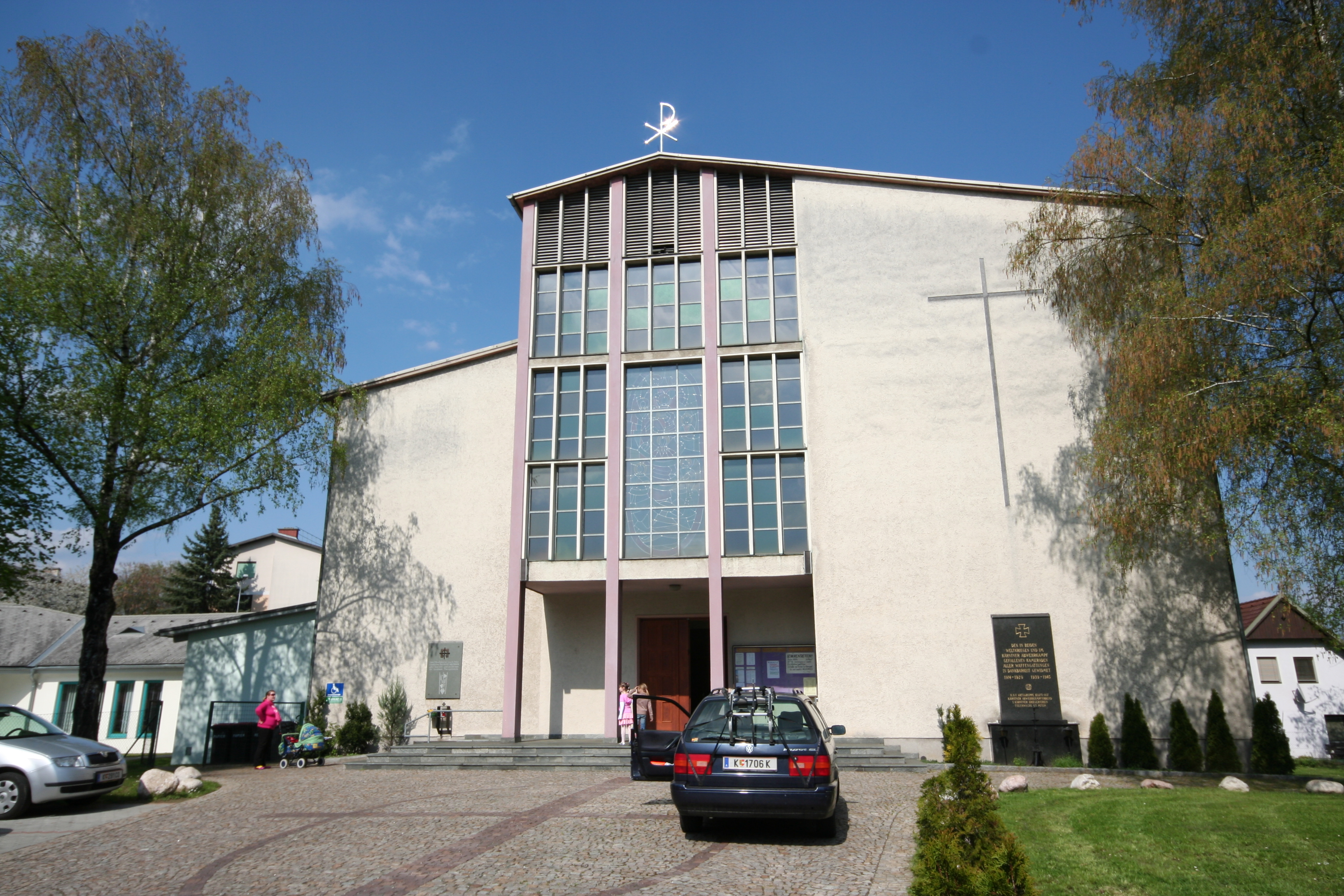
Neue katholische Pfarrkirche hl. Peter

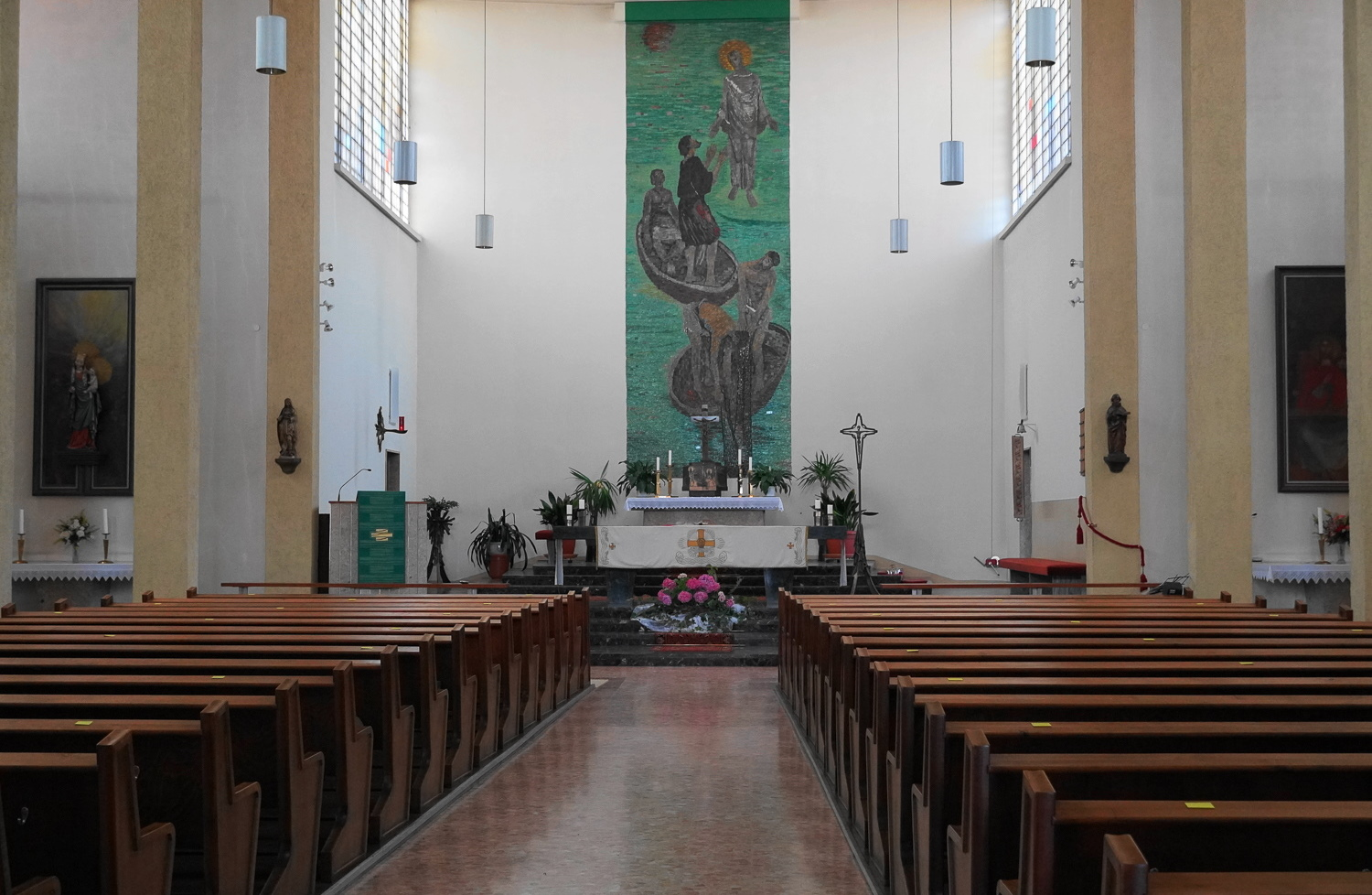
Ansicht vom Langhaus zum Altar

Die Neue Pfarrkirche Klagenfurt-St. Peter steht in der Völkermarkter Straße im Stadtteil St. Peter bei Ebenthal der Stadtgemeinde Klagenfurt am Wörthersee in Kärnten. Die auf den heiligen Simon Petrus geweihte römisch-katholische Pfarrkirche gehört zum Dekanat Klagenfurt-Stadt in der Diözese Gurk-Klagenfurt. Die Kirche steht unter Denkmalschutz (Listeneintrag).

## Geschichte
Der Kirchenneubau wurde von 1956 bis 1958 nach den Plänen des Architekten Franz Lukesch erbaut.

## Architektur
Der nach Nordosten orientierte Saalbau als Stahlbetonskelettbau zeigt sich an der Hauptfront mit einem erhöhten vorspringenden asymmetrischen Baukörper.
Das Kircheninnere zeigt an der leicht geschwungenen Chorwand das großflächige Mosaik Fischzug Petri vom Maler Karl Bauer 1962. Auch die Glasgemälde in der Taufkapelle schuf Karl Bauer 1962.

## Ausstattung
Der linke Seitenaltar trägt eine Kopie der Schönen Madonna aus 1972. Auf einer Konsole steht eine spätgotische Holzstatuette hl. Petrus.